# Иван Пушкаров
Иван Пушкаров е български икономист и политик.

## Биография
Роден е на 1 декември 1938 в с. Челопеч, област София. Завършва Висшия икономически институт „Карл Маркс“.
От 1989 г. е член на възстановената Българска социалдемократическа партия (БСДП), част от Съюза на демократичните сили (СДС) от 1990 г. Участва в Кръглата маса. Заема поста министър на индустрията, търговията и услугите в коалиционното правителство на Димитър Попов. През 1991 г. е избран за народен представител в XXXVI народно събрание и за министър на индустрията и технологиите в правителството на Филип Димитров.